# Minferri
L'aldea de Minferri és un jaciment neolític situat a Juneda, Les Garrigues, que s'estén almenys sobre deu hectàrees de terreny.
És un nou tipus d'assentament, de grans poblats o aldees, caracteritzats per l'aparició en el mateix espai d'estructures d'habitació (cabanes construïdes amb materials com branques, palla... l'estructures de producció i emmagatzemament (sitges, llars, forns, fosses) d'ús. Els seus ocupants desenvoluparen una economia cerealística de cicle curt o mitjà, combinada amb una ramaderia d'ovelles i cabres, i coneixien la metal·lúrgia del bronze. Dues datacions radiocarbòniques el situen pels volts del 1651 aC.